# Yaginumena maculosa
Yaginumena maculosa là một loài nhện trong họ Theridiidae.
Loài này thuộc chi Yaginumena. Yaginumena maculosa được miêu tả năm 2000 bởi Yoshida & Ono.